# Најбоље године наших живота
Најбоље године наших живота (енгл. The Best Years of Our Lives) је амерички епски драмски филм из 1946. године, режисера Вилијама Вајлера, у коме главне улоге тумаче Мирна Лој, Фредрик Марч, Дејна Ендруз, Тереза Рајт, Вирџинија Мејо и Харолд Расел. Прича прати тројицу америчких војника који покушавају да се прилагоде друштвеним променама и цивилном животу након повратка кући из Другог светског рата. Они долазе из различитих служби са различитим чиновима који се веома разликују од њиховог цивилног друштвеног порекла.
Филм је остварио критички и комерцијални успех. Освојио је седам Оскара: за најбољи филм, најбољег редитеља, најбољег глумца, најбољег споредног глумца, најбољу монтажу, најбољи адаптирани сценарио и најбољу оригиналну музику. Поред тога, Харолд Расел је добио и почасног Оскара, што је био једини пут у историји да су две такве награде додељене за једну улогу.
Био је филм са највећом зарадом у Сједињеним Државама и Уједињеном Краљевству од објављивања филма Прохујало са вихором, и шести је најпосећенији филм свих времена у Уједињеном Краљевству, са преко 20 милиона продатих карата.
Године 1989, Конгресна библиотека је одабрала Најбоље године наших живота као један од првих 25 филмова за чување у Националном регистру филмова Сједињених Држава због „културолошког, историјског или естетског значаја”.

## Радња
По завршетку Другог светског рата, три ветерана − капетан бомбардера Фред Дери, подофицир морнарице Хомер Париш и наредник Ал Стивенсон − сусрећу се на лету за њихов родни град на средњем западу, Бун Сити.
Пре рата, Фред је радио у драгстору и живео је са родитељима у сиромашнијем делу града. Недуго пре одласка у рат, Фред се оженио Мари након њихове бурне романсе; она је од тада је радила у ноћном клубу и уживала је у додатном приходу који јој је приуштила Фредова војна плата, без много размишљања о свом мужу. Ал је радио као службеник у локалној банци и живео је у луксузном стану са својом женом Мили и њиховом децом Пеги и Робом. Хомер је био врхунски средњошколски спортиста из средње класе, који је живео са родитељима и млађом сестром. Хомер је такође излазио са својом комшиницом, Вилмом, са којом је планирао да се венча по повратку из рата.
Сваки од њих се суочава са изазовима да се поново интегрише у цивилни живот. Хомер је изгубио обе шаке у рату, али, иако је овладао техником коришћења својих нових механичких удова, не верује да ће Вилма и даље желети да се уда за њега. Ал, уморан од рата, враћа се у банку и добија унапређење, али се бори са алкохолизмом. Иако је високо одликован, Фред ноћу пати од ПТСП флешбекова; није у могућности да нађе бољи посао и враћа се у драгстор.
Фред и Пеги развијају привлачност једно према другом, што на крају доводи ожењеног Фреда у сукоб са Алом. Иако вешт у решавању изазова свог инвалидитета, Хомер је фрустриран губитком независности и прилагођавањем односа са Вилмом, која лојално остаје уз њега. Ал наставља да се бори са поновним уласком у нормалан живот. Иако га више руководство банке веома поштује због његових пословних способности у прошлости, Ал одобрава рискантни зајам једном фармеру, такође ветерану. Његово понашање погоршава прекомерно опијање.
Појединачне приче сва три лика долазе до изражаја. Када Хомер посети Фреда у драгстору, један човек критикује умешаност САД у рат и каже Хомеру да његове повреде нису биле неопходне. Хомер реагује у бесу, а Фред интервенише у Хомерово име, ударајући човека, а затим добија отказ. У међувремену, Фредова супруга, Мари, фрустрирана његовим недостатком финансијског успеха и којој недостаје ноћни живот, каже Фреду да ће се развести. Огорчен и не видећи будућност у Бун Ситију, посебно када му Ал каже да се клони Пеги, Фред одлучује да се спакује и оде следећим авионом. Док чека на аеродрому, Фред одлази до „авионског гробља”, где се пење у један расходовани Боинг B-17 бомбардер. Седећи на седишту бомбардера, Фред има још један флешбек. Из стресних сећања га буди један радник, који га обавештава да се авиони растављају ради употребе у растућој индустрији монтажних стамбених објеката. Фред га пита да ли им је потребна радна снага и добија посао.
Ал, Мили и Пеги присуствују Хомеровом и Вилмином венчању, где је Фред кум. Сада разведен, Фред се поново састаје са Пеги након церемоније. Фред изражава Пеги своју љубав, али јој каже да би ствари могле бити финансијски тешке ако она остане с њим. Пегин осмех јасно даје до знања да ће остати привржена Фреду.

## Улоге
| Глумац         | Улога           |
| -------------- | --------------- |
| Мирна Лој      | Мили Стивенсон  |
| Фредрик Марч   | Ал Стивенсон    |
| Дејна Ендруз   | Фред Дери       |
| Тереза Рајт    | Пеги Стивенсон  |
| Вирџинија Мејо | Мари Дери       |
| Кати О’Донел   | Вилма Камерон   |
| Хоги Кармајкл  | Буч Енгл        |
| Харолд Расел   | Хомер Париш     |
| Гладис Џорџ    | Хортенс Дери    |
| Роман Бонен    | Пат Дери        |
| Реј Колинс     | господин Милтон |
| Мина Гомбел    | госпођа Париш   |
| Волтер Болдвин | господин Париш  |